# (48736) Ehime
(48736) Ehime (1997 DL) – planetoida z grupy pasa głównego asteroid okrążająca Słońce w ciągu 3,39 lat w średniej odległości 2,26 j.a. Odkryta 27 lutego 1997 roku.